# Сибур
Сибур Холдинг — найбільший нафтохімічний холдинг Росії. Повне найменування — Товариство з обмеженою відповідальністю «СИБУР Холдинг». Штаб-квартира розташована в Москві (зареєстрована компанія в Тобольську).

## Опис, історія
Сировинна основа бізнесу «Сибура» — переробка попутного нафтового газу в Західному Сибіру і виробництво зріджених вуглеводневих газів. Вуглеводневу сировину переробляється в синтетичні каучуки (заводи в Тольятті, Воронежі і Красноярську) і полімери («Сибур-Нафтохім» в місті Дзержинськ Нижегородської області, «Сибур-Хімпром» в Пермі, Томскнефтехім і ін.).
Завод «Сибур-Нафтохім» розташовано в російському Дзержинську Нижньогородської області. У вересні 2023 року на підприємстві сталася пожежа.
1 травня 2025 року президент Зеленський ввів санкції проти компанії Сибур-Хімпром.